# Comité Paralímpico Angolano
O Comité Paralímpico Angolano (CPA) é a organização que coordena o desporto paralímpico em Angola. Situa-se na cidade de Luanda e está filiado ao Comité Paralímpico Africano e ao Comité Paralímpico Internacional.

## História
O Comité Paralímpico Angolano foi fundado a 10 de novembro de 1994 sob a designação Associação do Desporto para Deficientes de Angola (ADDA). A 10 de dezembro de 1996, passou a denominar-se Federação Angolana de Desportos para Deficientes (FADD) e a 14 de setembro de 2000 foi rebatizado como Comité Paralímpico Angolano.